# Церковь Святой Троицы (Рига, Агенскалнс)
В Риге есть и другие храмы с тем же посвящением: лютеранский, католический и православный.
Церковь Святой Троицы — православный храм в Риге, расположенный на территории левобережья Даугавы, в районе Агенскалнс.

## Ранняя предыстория
В начале XVII века, после неоднократных попыток ликвидации православной церкви Святого Николая Чудотворца, находившейся на территории рижского Русского подворья (подробнее о её истории см. Русское подворье), предпринятых сперва рижским ратом, а затем и шведским королём Густавом II Адольфом, православные богослужения в Риге фактически оказались под запретом. Странствующим русским торговцам для отправления религиозного культа приходилось разбивать палатку на побережье Западной Двины. При этом православные священнослужители, располагавшиеся в парусиновой палатке вблизи городской крепостной стены, исполняли требы и проводили церковные службы для православных торговцев и путешественников с начала весны до глубокой осени.
Из-за демонстративно неприязненного отношения рижского городского совета к факту проведения регулярных православных служб палатку всё чаще и чаще приходилось размещать в отдалении, на левом берегу — приблизительно на том месте, где ныне расположен храм Святой Троицы. Палатка ежегодно ставилась на одном и том же месте и включала в себя антиминс и временный престол во имя Святой Троицы. Отправление религиозного культа православными верующими официально было разрешено шведско-немецкой городской и краевой администрацией только в 1639 году, однако
строительство постоянного храма или часовни не было разрешено.
Ситуация несколько изменилась после окончания начального этапа Второй Северной войны, которую Пётр Первый вёл против шведского короля Карла XII. В июле 1710 года армия первого российского генерал-фельдмаршала Бориса Петровича Шереметьева вынуждает шведский гарнизон Рижской крепости под командованием Нильса Стромберга капитулировать. После этого знакового события, когда Лифляндия оказывается де-факто под властью России, отношение к православию в губернии существенно корректируется. После длительного перерыва в Риге появляются первые официальные православные храмы; например, на месте бывшей лютеранской гарнизонной кирхи была основана церковь Алексея Человека Божьего, поименованная так в честь небесного покровителя отца Петра I — царя Алексея Михайловича. В настоящее время это здание рижской католической церкви Марии Магдалины.

## Создание первого храма
В первой половине XVIII века на территории Задвинья возникает постоянное рабочее поселение, в котором проживает большое количество православных. В 1770-е годы, после многочисленных просьб русских православных жителей этого рижского пригорода, начинаются интенсивные подготовительные работы по возведению православного храма. Напротив Карловых ворот на территории небольшого островка Кливерсгольм (ныне ставшего частью левобережья Даугавы), на нынешней улице Триядибас, благодаря усилиям задвинских купцов — Глушковых, Савиных, Пономарёвых — был приобретён земельный участок для воздвижения будущей церкви. В 1779 году в Смоленской губернии из сосновых брёвен рубится деревянная церковь, которая по окончании строительства была разобрана на части, загружена в Поречье на баржи и спущена по Каспле и Двине на выкупленное место. К 1780 году церковь была полностью собрана, началось её благоустройство. Внутри её совместно расписывали рижские, псковские и смоленские живописцы; был создан иконостас фряжского письма. 1 августа 1781 года первый православный храм рижского Задвинья был освящён во имя Святой Животворящей Троицы.
Однако в первой четверти XIX века церковь постепенно приходит в упадок: стены и пол ветшают, с иконостаса сходит краска. Причиной тому стали весенние половодья, во время которых подтоплялся фундамент и половой настил храма. Ситуация несколько улучшается с прибытием в Ригу епископа Иринарха, уделившего внимание бедственному положению задвинского храма и принявшего меры по его благоустройству в 1836 году. Первый рижский православный викарий Иринарх инициирует реставрацию обветшавшего иконостаса, замену утвари и обновление внутреннего убранства храма.
В 1843 году было получено благословение епископа Филарета (Гумилевского) на осуществление широкомасштабных ремонтных работ: были заменены ветхие брёвна, усовершенствован интерьер, обновлено железо на кровле. Значительная заслуга в проведении этого ремонта принадлежит рижскому купцу Афанасию Яковлеву, который в те годы занимал пост церковного старосты. Тем не менее, к началу 1850-х в церкви всё ещё не было отопления, а также существовали ощутимые проблемы, связанные с полом и потолком, хотя в период реставрации к храму была пристроена нарядная галерея с резным крыльцом.
В середине 1850-х годов новый епископ Рижский и Митавский, высокопреосвященный Платон (Городецкий), благословляет очередной ремонт Свято-Троицкой церкви. Было необходимо обустроить потолок, поставить печи, отштукатурить стены. Посильную помощь в проведении ремонтных работ обещал оказать тот же церковный староста Афанасий Яковлев. К сожалению, староста вскоре скоропостижно скончался, поэтому работы пришлось организовывать новому старосте Логинову. К концу 1850-х все запланированные работы были успешно выполнены.

## Воздвижение нового храма
С 1860-х годов проведению богослужений в храме стал мешать шум, связанный с работой пристани, устроенной на Кливерсгольме, и возникшей неподалёку судоверфи. Деревянные стены храма плохо защищали от шума, что стало серьёзным препятствием для функционирования церкви.
В 1865 году епископ Платон поддержал проект строительства кирпичного здания храма Святой Троицы. Однако Рижский городской магистрат тянул с рассмотрением этого вопроса более двадцати лет. Только в 1887 году, после вступления на Рижскую кафедру нового епископа Рижского и Митавского Арсения, было получено разрешение на строительство нового здания взамен обветшалого деревянного.
В общих чертах проект будущего церковного здания был разработан архитектором Янисом Бауманисом, который к этому моменту являлся автором двадцати зданий для православных храмов на территории Прибалтийских губерний, но после его неожиданной кончины реализацию проекта пришлось перепоручить инженеру Борису Мартыновичу Эппингеру, который продолжил совершенствовать разработанный Бауманом проект. Строительство осуществляли рижский купец второй гильдии Н. Воост и епархиальный зодчий Аполлон Николаевич Эдельсон, известный своим светским проектом — зданием рижской гостиницы «Метрополь». Ход работ контролировали священник П. Меднис, переведённый на должность настоятеля Троицко-Задвинского храма из Туккума, и староста купец Н. И. Пуков.
За отделку интерьеров взялся мастер церковной живописи П. Зыков, а изготовлением иконостаса было поручено специалисту в этой области Н. Муравьёву. В августе 1891 года был освящён участок территории у Лесной улицы, находившийся напротив Гагенсбергской пароходной пристани, а 25 мая 1892 года состоялась церемония закладки первого камня в основание будущего храма; при этом епископ Рижский и Митавский Арсений отслужил последнюю литургию и молебен в старой деревянной церкви. В своей речи он сказал:
Рижское Задвинье по населению равняется многим многолюдным городам Российской Империи. На нём красуются на лучших местах и высятся к небу несколько лютеранских церквей. Но нет на Задвиньи ни одной видной церкви, свидетельствующей здесь о торжестве господствующей в России православной веры. Несомненно, православие на Задвиньи существовало с давних времён. Уже более ста лет назад здесь было такое количество православных жителей, что для них надобно было построить православный храм. — Сегодня мы молились в бедном, ветхом, тесном деревянном храме, который построен был 113 лет тому назад. Пять лет назад в этот же день и в это же число я в первый раз совершил богослужение в этом храме, и тогда же в своём поучении прихожанам обратил их внимание на необходимость построения нового храма более благоприличного и вместительного; потом ещё несколько раз совершал я богослужение в том же храме и присутствовал среди прихожан задвинской Свято-Троицкой церкви. Каждый раз я старался при этом возбудить ревность в них к построению нового храма. Слова мои пали на добрую почву; о религиозной нужде рижских задвинских православных жителей узнали и другие православные жители г.Риги и даже дальних городов России; сочувственно отнеслись они к удовлетворению этой нужды: первой принесла свою жертву на построение нового храма в Риге за Двиной одна саратовская гражданка, уроженка г.Риги, крещённая в задвинском храме. Затем, задвинские прихожане, при участии прихожан других рижских церквей, собрали значительную сумму на приобретение места под постройку новой церкви (место для храма приобретено покупкой у частного лица за 12000 рублей). Кроме означенных собранных денег, Епархиальное ведомство имеет в своём распоряжении некоторую сумму на тот же предмет. И вот при этих средствах, с надеждой на Бога, в великий день праздника Святой Троицы и в день храмового праздника задвинских прихожан, торжественно полагаем основание нового храма на обширном и многолюдном рижском Задвиньи!»
Весной 1895 года было завершено фактическое обустройство интерьеров Свято-Троицкой церкви, а также подошло к концу воздвижение самого здания. Осенью того же года были возведены купола и поставлен крест. 5 ноября 1895 года храм во имя Святой Троицы был освящён Высокопреосвященным Арсением. Всего на постройку храма было употреблено около 60000 рублей, в том числе более тысячи рублей пожертвовал Иоанн Кронштадтский и 3000 рублей отпустил обер-прокурор Священного Синода К. П. Победоносцев. Были пожертвования деньгами и строительными материалами и от лютеран.

## Архитектурная характеристика
Храм расположен на возвышении, близ берега Даугавы. Имеет форму креста, вместимостью на 800 человек; построен в старинном московском стиле, с четырёхгранным куполом, увенчанным 10 главками. Луковичная главка среднего купола и средняя главка трёхъярусной колокольни были позолочены. Наружный декор здания был оформлен в четырёх светлых тонах (золотистый, бирюзовый, сиреневый и розовый), в технике альфреско.
В интерьере храма были позолочены фрески, царские врата, колонны, пилястры и резные карнизы. В особом цветном киоте над главным входом в храм помещался образ новозаветной Святой Троицы, который был создан художником П. Зыковым на медной пластине по золотому чеканному фону. Особенного внимания заслуживают также иконы Божьей Матери и Христа Спасителя, находящиеся в серебряных позолоченных ризах. В. К. Саблер принёс в дар построенной церкви Святой Троицы икону Знамения Пресвятой Богородицы, помещённую также в серебряную позлащённую ризу.
Известен также колокол этой церкви, отлитый в мастерской московского фабриканта-литейщика Н. Д. Финляндского и преподнесённый в дар Рижской епархии; материалом для колокола служили медь и бронза, собранная со старых пушек на Брянском арсенале. В воскресный день 17 сентября 1895 года состоялся подъём освящённого колокола на колокольню храма.
Храм представляет собой единственный на территории современной Латвии архитектурный памятник в стиле старого московского церковного зодчества.